# محمدجواد شکوری‌مقدم
محمدجواد شکوری‌مقدم (زادهٔ ۱۳۶۱)،کارآفرین و برنامه‌نویس ایرانی است. وی بنیان‌گذار آپارات، فیلیمو،فیلیمو مدرسه،آپارات اسپرت صبا ویژن، میهن‌بلاگ، لنزور، کلوب و مدیرعامل هلدینگ صباایده (فن‌آوران ایده‌پرداز صبا) است

## آغاز زندگی و تحصیلات
محمدجواد شکوری‌مقدم در سال ۱۳۶۱ در تهران زاده شد. وی در ۱۶ سالگی وارد کار برنامه‌نویسی شد و به‌طور پاره‌وقت با شرکت ایران سیستم همکاری کرد. شکوری‌مقدم، دانشجوی انصرافی رشته مهندسی برق الکترونیک دانشگاه امیرکبیر است. او پیش از آن در طول دوران دانشجویی به برنامه‌نویسی به عنوان یک فعالیت جانبی کنار تحصیل می‌پرداخته است. او فعالیت خود را در حوزه فناوری اطلاعات از سال ۱۳۸۱ پس از انصراف از تحصیل آغاز کرد.

## فعالیت‌ها

#### تأسیس کلوب
در سال ۱۳۸۳ شبکه اجتماعی اورکات در ایران بسیار طرفدار داشت و محمدجواد شکوری‌مقدم با هدف داشتن شبکه اجتماعی فارسی «کلوب» را راه‌اندازی کرد که با استقبال خوبی از طرف کاربران مواجه شد. پس از جا افتادن کلوب برای توسعه سرویس‌ها، میهن‌بلاگ را در سال ۱۳۸۳ خرید. به درخواست کاربران آنها تصمیم به افزودن کردن سرویس ویدئو در کلوب را می‌گیرند اما بعدتر به این نتیجه می‌رسند که خود سرویس ویدئو می‌تواند مستقل عمل کند و به این ترتیب ایده اولیه راه اندازی آپارات در ۱۳۸۹ شکل گرفت.

#### صبا ویژن
صباویژن یک آژانس تبلیغات دیجیتال است که در سال ۸۵ توسط صبا ایده برای تبلیغات بر روی وبگاه‌های پرترافیکی که این مجموعه راه اندازی می‌کرد و سپس برای فراهم آوردن امکان درآمدزایی اینترنتی برای دیگر صاحبان وبگاه‌ها ایجاد شد.

#### آپارات
آپارات یک بستر اشتراک‌گذاری ویدئو است که در بهمن ۸۹ درست زمانی که دسترسی به اکثر سرویس‌های اشتراک‌گذاری ویدئویی بین‌المللی در ایران مسدود شده بود توسط محمد جواد شکوری مقدم ارائه شد و تبدیل به نقطه عطف هلدینگ صبا ایده شد. وبگاه آپارات در میان ۵۰ شرکت منتخب نوپای سال ۲۰۱۵ از نگاه مؤسسه کارآفرینی گوگل قرار گرفت.

#### لنزور
سه سال پس از آپارات، شبکه اجتماعی لنزوردر سال ۹۲ رونمایی شد. یک شبکه اجتماعی مبتنی بر عکس است که در آن کاربران تصاویر خود را با موضوعات مختلف به اشتراک می‌گذاشتند و به اینستاگرام ایرانی معروف بوداین شبکهٔ اجتماعی در روزهایی تأسیس شد که هنوز اینستاگرام در ایران آن‌چنان‌که باید و شاید، شناخته‌شده نبود.اما به مرور زمان، به‌دلیل فیلترینگ سخت‌گیرانه بر محتوای سرویس لنزور، بسیاری از کاربران این پلتفرم سرخورده شدند و پس از یک‌سال و نیم، اینستاگرام با پلتفرمی قوی‌تر و البته محتوای آزادانه که به سلیقه مردم هم نزدیک‌تر بود، توانست مخاطبان بسیاری در کشور ما پیدا کند. همین مسئله باعث شد تا سرمایه‌گذاری روی لنزور و توسعه این محصول توسط شکوری مقدم و گروهش متوقف شود.

#### فیلیمو
فیلیمو یکی دیگر از محصولات ارائه شده توسط صبا ایده به مدیریت شکوری مقدم است که در بهمن ۱۳۹۳ آغاز به کار کرد.

#### پایان کار کلوب
سر انجام شبکه اجتماعی کلوب با عمر بیش از یک دهه فعالیت خود را در ۱۵ مرداد ۱۴۰۰ پایان داد و دلیل بسته شدن کلوب، قدیمی شدن نرم‌افزار و نداشتن دلیل و انگیزه بود.
تهدید بزرگ برای استارت آپ‌های ایرانی

شکوری مقدم، بنیان‌گذار آپارات، می‌گوید: 
تهدید بزرگ دیگر برای استارت آپ‌های ایرانی فرار مغزها از ایران است. در شرکت ما حداقل دو نفر با مشاغل ارشد کلیدی به کانادا و ایالات متحده رفته‌اند. این پدیده مانند یک تله برای استارت آپ‌هایی مانند ما است.

## جنجال‌ها

#### شکایت صدا و سیما از آپارات
براساس اعلام روابط عمومی رسانه ملّی، وبگاه «آپارات» مدت‌ها به بهانه کاربر محور بودن، به پخش محتوای متعلق به سازمان صدا و سیما اقدام کرده بود و ضمن ضایع کردن حقوق سازمان و بیت المال، بخش عمده‌ای از درآمد خود را از طریق نقض حق پخش محتوای متعلق به سازمان تأمین می‌کرد با پیگیری اداره کل مالکیت فکری و حقوق بین‌الملل سازمان صدا و سیما و ارائه مدارک و مستندات متقن، محمدجواد شکوری مقدم، مدیر وبگاه اینترنتی «آپارات»، مجرم شناخته و به پرداخت جزای نقدی محکوم شدطبق اظهار پیمان جبلی رئیس سازمان صدا و سیما بخش حقوقی ما نه فقط از آپارات که از هر حوزه‌ای که قوانین را زیر پا بگذارد، شکایت می‌کند.صداوسیما افزود که پخش آثارش در آپارات باعث «خسارت مادی و معنوی جبران ناپذیر» به این سازمان و «تضعیف جایگاه رسانه ملی» شده است.که البته محمدجواد شکوری‌مقدم نیز در واکنش به صحبت‌های پیمان جبلی، رشته توییتی را منتشر کرد.
شکوری‌مقدم با انتقاد به صحبت‌های جبلی نوشت: «روش مواجهه آقای جبلی با پلتفرم‌های کاربرمحور، مثل مدیریت مدرسه آنلاین با چوب و فلک است! در همه جای دنیا صاحب حق یک محتوا اجازه ادعا و گزارش به پلتفرم‌های کاربرمحور دارد و اگر پلتفرم بی‌التفات بود، تازه فرایند حقوقی قابل پیگیری است.»

#### ۱۰ سال زندان
شکوری مقدم به دلیل منتشر شدن گزارشی با محتوای مربوط به کودکان در آپارات به ۱۰ سال زندان محکوم شد. این حکم شامل ۷ متهم دیگر هم می‌شود که در تهیه گزارش مذکور همکاری داشته‌اند.
حوالی مهر ۹۸ برنامه‌ای با نام «ژلوفن» که در بستر فضای مجازی منتشر شد، جنجال بسیاری به پا کرد. این ویدئو که از طریق سرویس اشتراک ویدئو آپارات بارگذاری شده بود، مربوط به یک گزارش خیابانی و پرسش‌هایی از کودکان بود. انتشار این کلیپ در وبگاه آپارات باعث احضار و بازداشت محمد جواد شکوری مقدم مدیر وبگاه آپارات از سوی دادسرای فرهنگ و رسانه شد. شکوری مقدم مدیر وبگاه آپارات در آذر ۹۸ به اتهام اشاعه فحشا به مدت دو ساعت بازداشت و سپس با وثیقه ۵۰۰ میلیون تومانی آزاد شد.
این حکم با واکنش‌های فراوانی مواجه شد از جمله واکنش آذری جهرمی وزیر ارتباطات در یک برنامه تلویزیونی خطاب به معاون سابق دادستان کل کشور او گفت: اگر یک نفر محتوای مجرمانه‌ای را در پیام‌رسان داخلی بارگذاری کرد، شما مالک پیام رسان را به زندان می‌اندازید. این حمایت از تولید داخل نیست.

## جوایز
شکوری مقدم در سومین دوره از مراسم اهداء جایزه امین‌الضرب در ۱۸ دی ۱۳۹۷ با حضور اسحاق جهانگیری معاون اول رئیس‌جمهور و جمعی از کارآفرینان برتر ایرانی موفق به دریافت این نشان شد.